# Stacy Edwards
Stacy Edwards (* 4. März 1965 in Glasgow, Montana) ist eine US-amerikanische Schauspielerin.

## Leben
Sie begann ihre Schauspielkarriere mit der Seifenoper California Clan, in der sie zwei Jahre die Rolle Haley Benson spielte. In der Serie Chicago Hope – Endstation Hoffnung hatte sie über zwei Staffeln eine Hauptrolle inne. In Kinoproduktionen wie Driven, Mit aller Macht oder Superbad spielte sie kleinere Rollen. Edwards spielt meist Gastrollen in bekannten US-Serien wie zum Beispiel Navy CIS, Dr. House, Ghost Whisperer – Stimmen aus dem Jenseits, CSI: Vegas, Mord ist ihr Hobby, L.A. Law – Staranwälte, Tricks, Prozesse, Jake und McCabe – Durch dick und dünn oder 21 Jump Street – Tatort Klassenzimmer.
Stacy Edwards ist seit 1996 mit dem Schauspieler Eddie Bowz verheiratet.

## Filmografie
- 1986–1988: California Clan (Santa Barbara, Seifenoper)
- 1988: Glory Days (Fernsehfilm)
- 1989: Dinner at Eight (Fernsehfilm)
- 1990: Zurück in die Vergangenheit (Quantum Leap): Make love, not war (Fernsehserie)
- 1990: Fire Syndrome
- 1991: Sons and Daughters (Fernsehserie)
- 1993: Fesselnde Versuchung (Private Lessons II)
- 1993: Der Sunset-Killer 3 (Relentless 3)
- 1993: Skeeter
- 1995: Morty
- 1996: The Cottonwood
- 1996: Innocent Victims (Fernsehfilm)
- 1997: In the Company of Men
- 1997: Men Seeking Women
- 1997–1999: Chicago Hope – Endstation Hoffnung (Chicago Hope, Fernsehserie)
- 1998: Mit aller Macht (Primary Colors)
- 1998: Houdini - Flirt mit dem Tod (Houdini, Fernsehfilm)
- 1999: Black and White
- 1999: Der Junggeselle (The Bachelor)
- 2000: Ein Freund zum Verlieben (The Next Best Thing)
- 2000: Four Dogs Playing Poker
- 2000: Mexico City
- 2001: Driven
- 2001: Charlie und das Rentier (Prancer Returns)
- 2002: Speakeasy
- 2002: Local Boys
- 2004: Back When We Were Grownups (Fernsehfilm)
- 2006 Dr. House (Fernsehserie)
- 2007: Superbad
- 2007: Murder 101: If Wishes Were Horses (Fernsehfilm)
- 2008: Chronic Town
- 2010: The Mentalist (Fernsehserie)
- 2011: Hawaii Five-0 (Fernsehserie)
- 2011–2012: The Lying Game (Fernsehserie)
- 2013: The Bling Ring
- 2014: The Devil’s Hand - Vergib mir Vater, denn ich habe gesündigt (The Devil’s Hand)